# Dischistodus
Dischistodus és un gènere de peixos de la família dels pomacèntrids i de l'ordre dels perciformes.

## Taxonomia
- Dischistodus chrysopoecilus  (Schlegel i Müller, 1839)
- Dischistodus darwiniensis (Whitley, 1928)
- Dischistodus fasciatus (Cuvier a Cuvier i Valenciennes, 1830)
- Dischistodus melanotus (Bleeker, 1858)
- Dischistodus perspicillatus (Cuvier a Cuvier i Valenciennes, 1830)
- Dischistodus prosopotaenia (Bleeker, 1852)
- Dischistodus pseudochrysopoecilus (Allen i Robertson, 1974)[1][2][3][4][5][6][7]